# Sedam slobodnih umijeća
Sedam slobodnih umijeća (od latinskog liberalis – "slobodan" i ars – "umijeće" ili "načelo djelovanja") predstavlja tradicionalni akademski pristup u zapadnom visokom obrazovanju. Pojam art ovdje označava naučenu vještinu, odnosno umijeće, a ne isključivo lijepu umjetnost. Obrazovanje u slobodnim umijećima može se odnositi na studij unutar programa liberalnih umjetnosti, ali i na šire shvaćenu sveučilišnu naobrazbu koja se razlikuje od stručnih, tehničkih ili religijskih studija.
Izraz liberal arts potječe još iz klasične antike, no kroz stoljeća mu se značenje znatno proširilo i mijenjalo. U antičkom i srednjovjekovnom smislu, slobodne vještine bile su podijeljene na trivij (gramatika, retorika, logika) i kvadrivij (astronomija, aritmetika, geometrija i glazba). Od kraja 1990-ih, brojna velika sveučilišta su počela izbacivati pojam "slobodna umijeća" iz svojih kurikula ili su osnivala posebne odjele i škole koje pod tim nazivom grupiraju programe izvan područja prirodnih znanosti i tehnologije. Uobičajene nove oznake za takve studije uključuju: umjetnost i društvene znanosti, umjetnost i znanost ili humanističke znanosti.